# Chun Yang-Hsi
Chun Yang-Hsi es una deportista taiwanesa que compitió en taekwondo. Ganó una medalla de bronce en el Campeonato Mundial de Taekwondo de 1989, en la categoría de +70 kg.

## Palmarés internacional
| Representando a China Taipéi |                      |                   |           |
| Campeonato Mundial           |                      |                   |           |
| Año                          | Lugar                | Medalla           | Categoría |
| 1989                         | Seúl (Corea del Sur) | Medalla de bronce | +70 kg    |